# Euplexia albicincta
Euplexia albicincta là một loài bướm đêm trong họ Noctuidae.